# Ілва-Маре (комуна)
Ілва-Маре (рум. Ilva Mare) — комуна у повіті Бистриця-Несеуд в Румунії. До складу комуни входять такі села (дані про населення за 2002 рік):
- Івеняса (601 особа)
- Ілва-Маре (1968 осіб) — адміністративний центр комуни

Комуна розташована на відстані 338 км на північ від Бухареста, 38 км на північний схід від Бистриці, 117 км на північний схід від Клуж-Напоки.

## Населення
За даними перепису населення 2002 року у комуні проживали 2569 осіб.
Національний склад населення комуни:
| Національність | Кількість осіб | Відсоток |
| -------------- | -------------- | -------- |
| румуни         | 2538           | 98,8%    |
| цигани         | 30             | 1,2%     |
| угорці         | 1              | < 0,1%   |

Рідною мовою назвали:
| Мова      | Кількість осіб | Відсоток |
| --------- | -------------- | -------- |
| румунська | 2568           | > 99,9%  |
| угорська  | 1              | < 0,1%   |

Склад населення комуни за віросповіданням:
| Релігія            | Кількість осіб | Відсоток |
| ------------------ | -------------- | -------- |
| православні        | 2181           | 84,9%    |
| п'ятдесятники      | 90             | 3,5%     |
| баптисти           | 57             | 2,2%     |
| греко-католики     | 47             | 1,8%     |
| адвентисти         | 33             | 1,3%     |
| старообрядці       | 8              | 0,3%     |
| римо-католики      | 2              | 0,1%     |
| не вказали релігію | 3              | 0,1%     |